# مسابقه آواز یوروویژن ۱۹۶۱
مسابقه آواز یوروویژن ۱۹۶۱ ۶مین دوره از مسابقات آواز یوروویژن بود که در Palais des Festivals et des Congrès، کن، فرانسه برگزار شد. برنده آن کشور لوکزامبورگ بود. 